# 茶经
《茶經》是唐朝人陸羽所撰的茶学著作，是世界上最早的关于茶的專著。全书分3卷10篇，总结茶的栽培、采摘、制作、鉴别、煮饮的流程和工具，收集历史上与茶有关的史料，是当时茶学知识的集大成之作。《茶经》影响和倡导了中国人的饮茶习惯，极大地推动中国茶文化的建立和发展。

## 作者

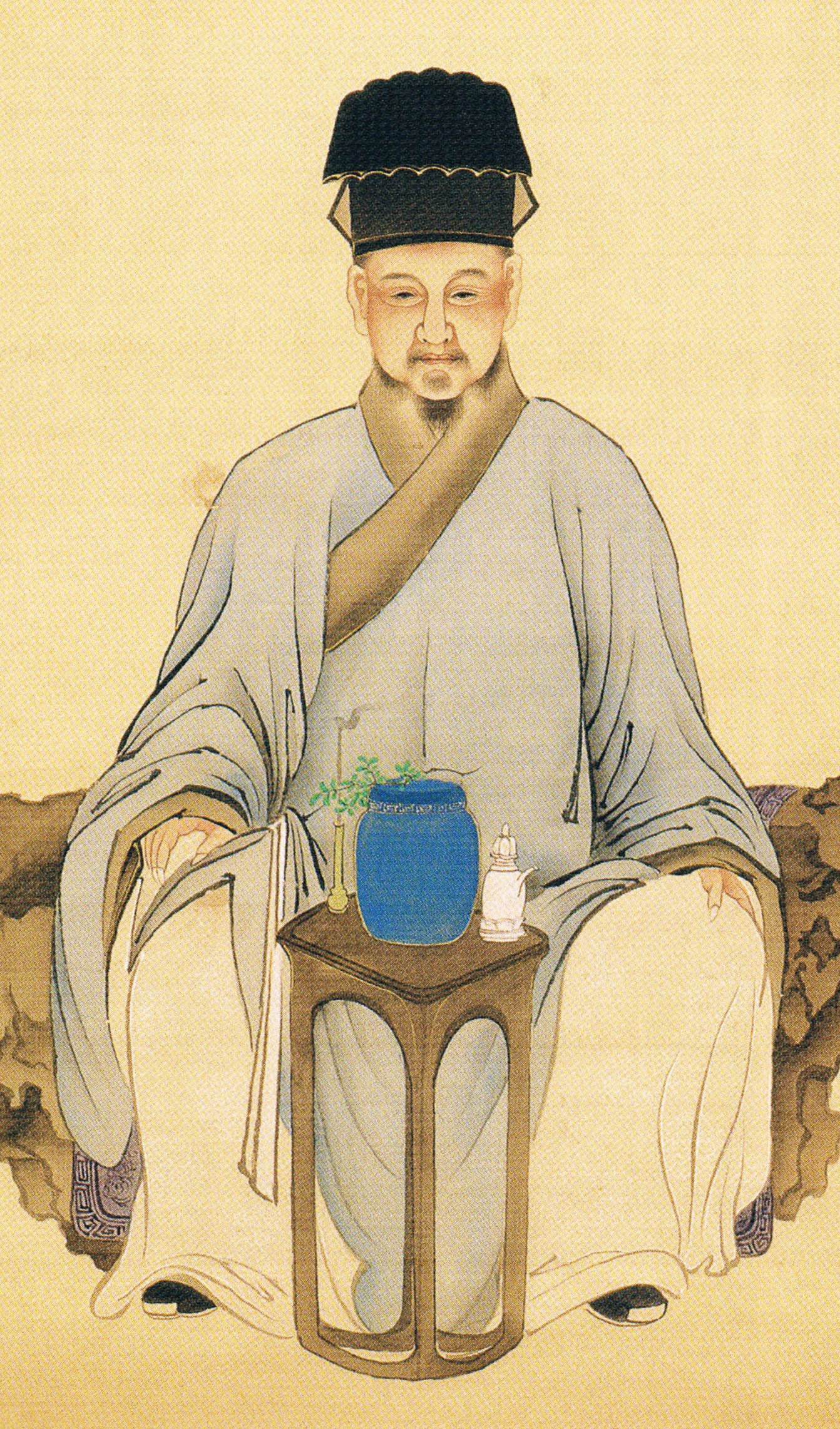
陸羽像，春木南溟繪

《茶经》作者陆羽是唐朝著名的隐士，善于诗词、文学，在儒学、方志、术数等方面均有著述，而以茶学方面的影响最为广阔和深远，在当时即有“茶神”、“茶仙”之称，后世尊为“茶圣”。:2-3

## 成书
《茶经》成书时间约在760—780年之间，此时陆羽主要隐居在湖州。最早的版本大约作于760年：陆羽写于上元二年（761年）的自传中已经提到著有《茶经》三卷；日本学者布目潮渢根据第八篇所记地名考证创作时间在758-761年之間。764年前后，《茶经》曾有过修订，因而第四篇收录了一件刻有“聖唐滅胡明年鑄”的风炉，所指即平定安史之乱的次年（764年）。773年，陆羽接受颜真卿的邀请，参与编纂类书《韻海鏡源》，期间可能根据接触到的文献增补了第七篇的内容。780年之后，陆羽离开浙西，先后在江西、湖南和岭南活动，但第八篇对这些地方所产茶叶的记述远不如两浙那么细致，很可能传世的《茶经》在780年前后已经完成。

## 卷帙
| 卷   | 篇章   | 内容                                                                                 |
| ---- | ------ | ------------------------------------------------------------------------------------ |
| 卷上 | 一之源 | 茶树的植物学特征，茶的字形和名称，茶树的种植与生长环境，鲜茶叶品质的鉴别，茶饮的功用 |
| 卷上 | 二之具 | 采茶和制茶的工具                                                                     |
| 卷上 | 三之造 | 采茶和制茶的工艺，根据成品茶叶外形来鉴别其品质的方法                                 |
| 卷中 | 四之器 | 煮茶和饮茶的工具                                                                     |
| 卷下 | 五之煮 | 煮茶的程序和技巧（包括煮茶前的茶叶炙烤，以及用水的选择）                             |
| 卷下 | 六之飲 | 饮茶的作用、历史和方法，影响品茶质量的九个主要问题（“九难”）                         |
| 卷下 | 七之事 | 从上古至唐朝的与茶有关的历史资料，包括医药、诗词、轶事等                             |
| 卷下 | 八之出 | 唐朝的茶叶产区，各地茶叶的品质                                                       |
| 卷下 | 九之略 | 在山野等特定情境下品茶时，可以予以省略的采、制、煮茶工具                             |
| 卷下 | 十之圖 | 主张将《茶经》写在绢布上张挂，以便记忆                                               |

## 背景
唐代茶叶生产空前发达，饮茶风气大大扩散，是《茶经》成书的重要时代脉络。当时，佛教、特别是禅宗快速发展，而僧人们喜欢饮用提神的茶水；科举制度逐渐确立，朝廷用茶来帮助考场上的监考官员和考生提神。于是饮茶之风通过僧人和士人迅速传播。在地域上，也从中国南方传播到了北方。中唐之后朝廷的禁酒措施亦助长了茶的消费。贡赐制度则进一步产生了鉴别不同茶叶、分出品级等第的需求。:174-175,180-182:527:35-38:205-207
而在知识社会学方面，唐代出現了大量與茶事相關的知識和文獻，为《茶经》的写作提供了养料。:527南朝以来兴起的“知识至上”的学风，则使得《茶经》带有博物学的色彩。:203

## 影响
《茶经》促进了中国饮茶风气的盛行，确立了茶在中国三大饮料（水、酒、茶）中的首席地位。《茶经》还对茶的制作工艺和饮用方法加以改革。在茶叶杀青上，探索出精细的蒸青法。在饮用上，倡导使用煎茶法，即将经过研磨的茶末投入沸水中，稍稍煎煮后就停止加热，然后舀到茶碗中饮用，以此代替过去较为粗糙的、“与夫㵸蔬而啜无异”（跟煮蔬菜喝汤没有区别）的煮饮法。:533
《茶經》是世界上第一部关于茶的专著。在此之前，中国已经有不少与茶事有关的记载，但都是各书中的零散片断，直到《茶经》的出现，才有了完整而系统的茶学专著。《茶经》也引领了茶书写作的风潮，此后出现了大量有关茶和饮茶知识的专书，而《茶经》本身又成为后世茶书的范本。
:532
《茶经》將饮茶提升为茶文化和茶道，给饮茶的程式灌注进了美学的意境和儒、释、道的思想。:48:532《茶经》还通过对茶具和茶饮程式的复杂、细致的规定，倡导行为方式的规范化。
《茶經》還影响了“茶”字的写法。在更古老的时代，一般用“荼”字來表示茶。唐玄宗御制的字书《开元文字音义》采用减去一横的“茶”字，但实际日常书写中仍以“荼”字占主导。《茶经》则统一采用“茶”字。受此影响，到晚唐时期，专用的“茶”字已经得到普遍的使用。:23-24

## 版本
北宋时，《茶经》已有多个版本流传，陈师道就曾根据四个不同的版本重新合编了一个版本。
南宋咸淳九年（1273年）刊行的左圭所编丛书《百川学海》收录了《茶经》，是几乎所有现存《茶经》版本的祖本。现存最早的《茶经》版本即为北京中国国家图书馆收藏的宋刻《百川学海》本，但多有错讹。日本宫内厅书陵部同样藏有宋版《百川学海》，为印刷质量较好的善本。日本入间市博物馆现在仍藏有《茶经》。中华民国十六年（1927年），武進藏书家陶湘得到宋本《百川学海》后将其影刻于世，成为近现代以来通行最广的宋版《茶经》，但做了一定的改动，不完全是宋刻本原貌。
明代嘉靖二十一年（1542年），在陆羽的故乡竟陵，刊行了从《百川学海》中单独抄录出的《茶经》。北京国图藏有嘉靖二十二年竟陵本，是现存最早的单行本《茶经》。竟陵本除原文外，还附加了前人序跋、诗文、相关探讨和陆羽传记等内容，影响了之后众多版本的《茶经》刻印。
除《百川学海》外，流传的另一个版本系列来自于丛书《説郛》。与《百川》系列相比，《説郛》系列《茶经》的特点是普遍没有保留原注。

## 傳聞
据说陆羽曾选出天下最好的二十种烹茶用水，并逐一排名，如无锡惠山泉以“天下第二泉”闻名，即由此而来。该说法并不见于《茶经》，而出自唐人张又新的《煎茶水記》。
北宋欧阳修曾撰《大明水記》批驳张文，认为其说法与《茶经》中的主张相互矛盾，是张又新假托于陆羽之口。

## 相關書籍
- 宋一明（译注）. . 上海: 上海古籍出版社. 2014. ISBN 978-7-5325-7185-7.

译注原文。另附《茶录》、《品茶要录》、《茶疏》三种古籍的译注。
- 吴觉农（主编）.  第2版. 北京: 中国农业出版社. 2005. ISBN 7-109-09626-2.

译注原文，并补充大量茶学知识。
- 裘纪平.  修訂本. 杭州: 浙江摄影出版社. 2017. ISBN 978-7-5514-1711-2.

围绕原文介绍大量茶学知识，图片极多，为全书主体。
- 沈冬梅（校注）. . 北京: 中国农业出版社. 2006. ISBN 7-109-11138-5.

校勘二十多个版本，考订疑难。古典文献学取向，专业程度较高。

## 延伸阅读
[在维基数据编辑]
 在维基文库阅读本作品原文（ 在维基共享资源阅览影像）